# Bundesgesetz gegen den unlauteren Wettbewerb (Österreich)
Das österreichische Bundesgesetz gegen den unlauteren Wettbewerb 1984 – UWG (Abkürzung UWG, bei nötiger Abgrenzung auch öUWG) regelt die grundlegenden Materien des österreichischen Wettbewerbsrechts.
Das Lauterkeitsrecht bezieht sich traditionell auf die Rechtmäßigkeit unternehmerischer Verhaltensweisen in Ausübung ihrer wirtschaftlichen Tätigkeit. Es zielt darauf, das Verhalten der Marktteilnehmer im Wettbewerb von unlauteren Praktiken frei zu halten, damit die im Wettbewerb stehenden Unternehmen ihre Leistungen ungehindert präsentieren und abgeben können. Grundgedanke ist die Sicherstellung eines fairen Leistungswettbewerbs. Durch das Lauterkeitsrecht sollen Praktiken verhindert werden, mit denen sich ein Unternehmen einen als ungerecht empfundenen Vorteil gegenüber seinen Konkurrenten verschafft.

## Geschichte
Das im UWG geregelte Wettbewerbsrecht geht stark auf das deutsche Lauterkeitsrecht zurück. Die letzten Novellierungen basieren jedoch größtenteils auf Vorgaben des europäischen Rechts. Insbesondere die Irreführungsrichtlinie stellt eine erstmalige Form der europäischen Vereinheitlichung des Lauterkeitsrechts dar. Auch die E-Commerce-Richtlinie führt zu einer teilweisen europaweiten Anpassung dieses Rechtsgebietes.
Das Wettbewerbsrecht im engeren Sinne wurde erstmalig mit dem UWG von 1923 umfassend geregelt und in den darauffolgenden Jahren mit wenigen Ausnahmen nicht wesentlich verändert. 1945 wurde mit dem Wettbewerbsrechts-Überleitungsgesetz weitgehend wieder der alte Rechtszustand hergestellt, das deutsche Rabattrecht jedoch beibehalten. 1984 wurde das UWG wiederverlautbart und das damit heute noch geltende Bundesgesetz gegen den unlauteren Wettbewerb 1984 – UWG geschaffen.

## Aufbau

### § 1 Generalklausel
Nach der sog. „großen“ Generalklausel kann insbesondere auf Unterlassung in Anspruch genommen werden, wer im geschäftlichen Verkehr eine unlautere Geschäftspraktik oder sonstige unlautere Handlung anwendet, die geeignet ist, den Wettbewerb zum Nachteil von Unternehmen nicht nur unerheblich zu beeinflussen.

### Sondertatbestände „kleine Generalklauseln“
§ 1a Aggressive Geschäftspraktiken
§ 2 Irreführende Werbung

### Weitere Sondertatbestände
§ 2a vergleichende Werbung
§ 7 Herabsetzung eines Unternehmens
§ 9 Kennzeichenmissbrauch
§ 26b ff. Schutz von Geschäftsgeheimnissen

### „Schwarze Liste“ des Anhangs
Dem Gesetz ist zudem ein Anhang („schwarze Liste“) angefügt, worin eine Reihe konkreter Tatbestände aufgezählt ist, die jedenfalls als unlauter gelten.

## Europarecht
Durch Änderungen im UWG wurden umgesetzt
- die Richtlinie 97/7/EG über den Verbraucherschutz bei Vertragsabschlüssen im Fernabsatz,[5]
- die Richtlinie 97/55/EG zur Änderung der Richtlinie 84/450/EWG über irreführende Werbung zwecks Einbeziehung der vergleichenden Werbung,[6]
- die Richtlinie 98/27/EG über Unterlassungsklagen zum Schutz der Verbraucherinteressen,[7]
- die Richtlinie 99/34/EG zur Änderung der Richtlinie 85/374/EWG des Rates zur Angleichung der Rechts- und Verwaltungsvorschriften der Mitgliedstaaten über die Haftung für fehlerhafte Produkte[8] und
- die Richtlinie (EU) 2016/943 (Schutz von Geschäftsgeheimnissen).